# Выступ

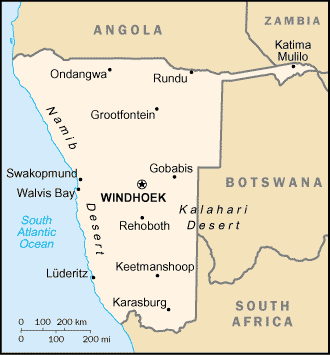
Карта Намибии с полосой Каприви на северо-востоке.

Выступ в геополитическом смысле — часть государства или административно-территориальной единицы, выступающая за основную линию границы территории.
Форма выступа напоминает форму полуострова, однако вместо воды, с трёх сторон выступ окружен соседними территориальными единицами Большой земли.
В американском варианте английского языка распространён термин панхандл или панхэндл (англ. panhandle, дословно ручка сковородки) для обозначения относительно длинного и узкого выступа, например Аляскинский выступ. Реже употребляются чимни (англ. chimney, дословно печная труба), выступы «вверх» по карте, на север, например Северный выступ Западной Виргинии), а также бутхил (англ. bootheel, дословно каблук сапога), выступы в «нижней» южной оконечности территории, например Миссурийский выступ.
В Москве называются протуберанцами.

## Выступы стран

### Африка
- Провинция Чибитоке, Бурунди
- Крайнесеверный регион, Камерун
- Катангский ботинок
- Нижнее Конго
- Нимба, Либерия
- Нсанье, Малави
- Каес, Мали
- Тете, Мозамбик
- Полоса Каприви, Намибия
- Казаманс, Сенегал
- Голубой Нил, Судан
- Вади-Хальфа[англ.], Судан
- Кагера, Танзания
- Дэбуб-Кэй-Бахри, Эритрея
- Гамбела, Эфиопия

Крайнесеверный регион Камеруна

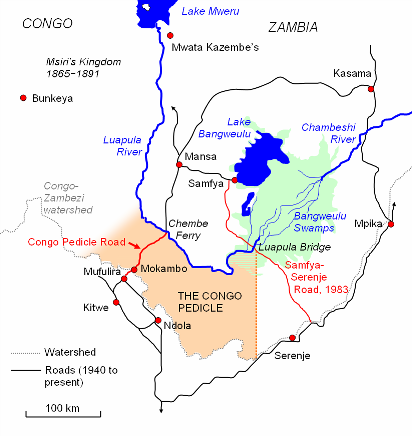
Выступ провинции Катанга в Конго

- Национальный парк Калахари-Гемсбок, ЮАР
- Намурянг[англ.], Южный Судан

### Северная и Южная Америка
- Мисьонес, Аргентина
- Рорайма, Бразилия
- Амасонас, Венесуэла
- Петен, Гватемала
- Юго-восточный Онтарио, Канада

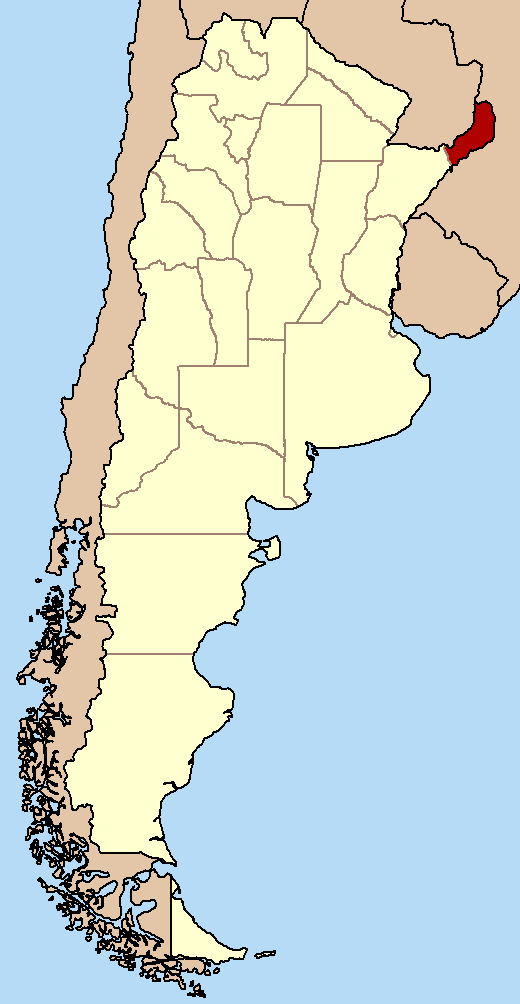
Провинция Мисьонес в Аргентине

- Парк Татшеншини-Алсек, Британская Колумбия, Канада
- Южная часть департамента Амасонас, Колумбия
- Юго-восточная часть департамента Гуайния, Колумбия
- Тумбес, Перу
- Юго-Восточная Аляска, США

### Азия
- Ваханский коридор, Афганистан
- Сюникская область, Армения
- Рангпур, Бангладеш
- Читтагонг, Бангладеш
- Тэйнинь, Вьетнам
- Кахетия, Грузия
- Иерусалимский коридор[англ.], Израиль
- Галилейский выступ[англ.], Израиль
- Семь сестёр, Индия
- Сикким, Индия
- Эль-Мафрак, Иордания
- Мангистауская область, Казахстан
- Клюв Попугая[англ.], Камбоджа
- Луручинский выступ[англ.], Кипр
- Баткенская область, Киргизия
- Пхонгсали, Лаос
- Танинтайи, Мьянма
- Приморский край, Россия
- Хамгён-Пукто, Северная Корея
- Эль-Хасака, Сирия
- Согдийская область, Таджикистан
- Южный Таиланд
- Хатай, Турция

Северо-Восточная Индия и штат Сикким

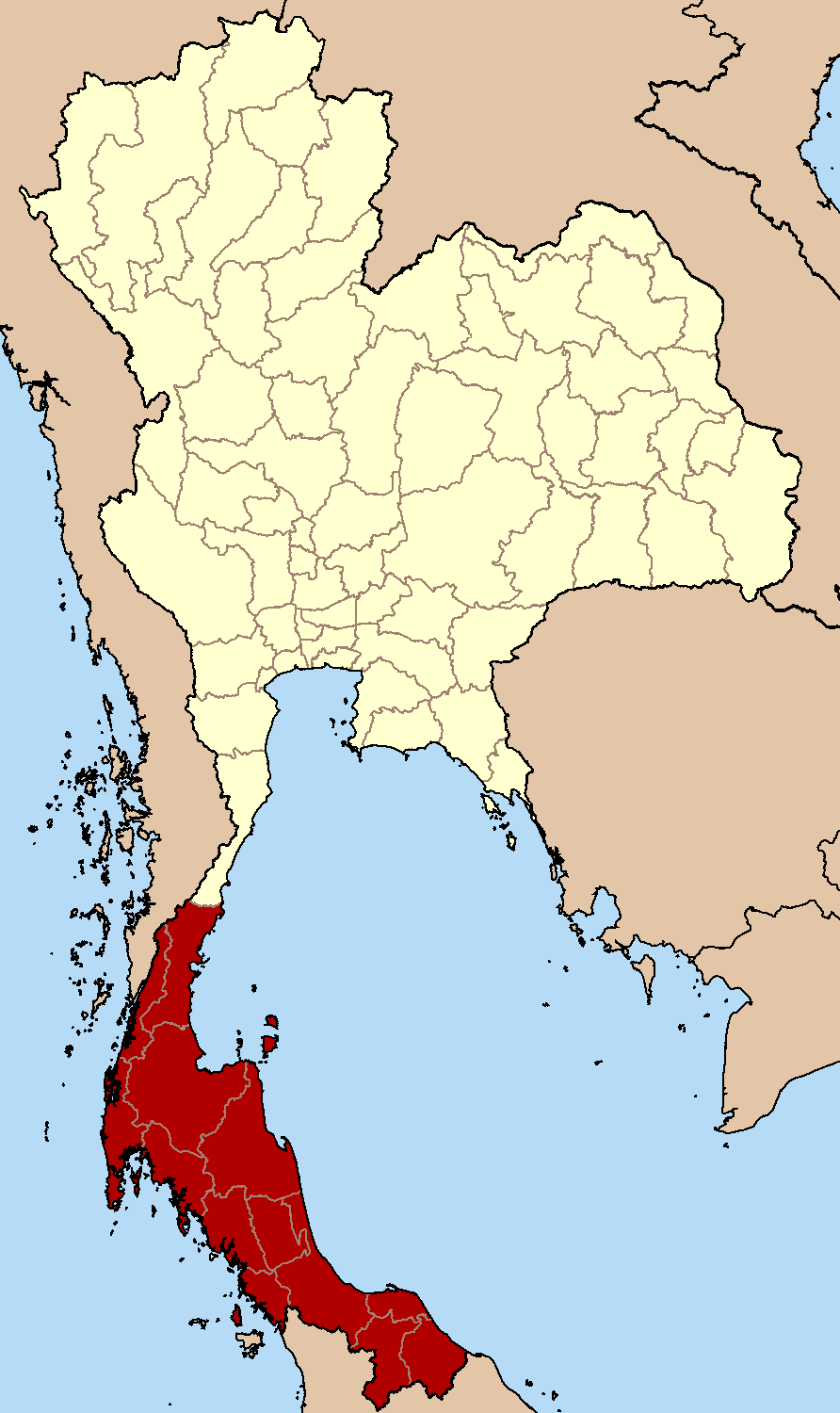
14 провинций, формирующих выступ на юге Таиланда

- Сурхандарьинская область, Узбекистан

### Европа

Лимбург, Нидерланды

- Федеральные земли Тироль и Форарльберг образуют западный выступ Австрии
- Видинская область, Болгария
- Неум, Босния и Герцеговина
- Западная Фракия, Греция
- Донегол, Ирландия
- Монахан, Ирландия
- Галисия, Испания
- Триест (провинция), Италия
- Девянишский выступ, Литва
- Бальцерс, Лихтенштейн
- Бричанский район, Молдова
- Кастельре[англ.], Северный Брабант, Нидерланды
- Лимбург, Нидерланды
- Турошовский выступ, Польша
- историческая местность Стародубье, Брянская область, Россия
- Буджак, Украина
- Энонтекиё, Финляндия
- Шарлевиль-Мезьер, Франция
- Дубровачко-Неретванска, Хорватия
- Хеб, Чехия
- Шлукновский выступ[англ.], Чехия
- кантон Женева, Швейцария
- кантон Шаффхаузен, Швейцария
- Округа Бернина, Инн, Лугано, Мендризио и Поррентрю[англ.], Швейцария
- Лаатре[англ.], Вильяндимаа, Эстония

## Выступы административно-территориальных единиц
Ниже указаны выступы административных единиц первого уровня.

### Выступы административно-территориальных единиц в Африке
- Юг вилайета Оран, Алжир
- Юго-запад вилайета Саида, Алжир

Выступ департамента Кювет в Республике Конго

Выступ области Фатик в Сенегале

- Северо-восток провинции Бие, Ангола
- Восток округа Кгалагади, Ботсвана
- Провинция Бале в области Букль-дю-Мухун, Буркина-Фасо
- Провинция Куритенга в Восточно-Центральной области, Буркина-Фасо
- Северо-запад провинции Бужумбура-Рураль, Бурунди
- Север провинции Муйинга, Бурунди
- Департамент Верхнее Комо в провинции Волё-Нтем, Габон
- Северо-запад Центральной области, Гана
- Север провинции Киндия, Гвинея
- Северо-восток региона Маму, Гвинея
- Север провинции Мидлендс, Зимбабве
- Запад Восточной провинции, Кения
- Восток муниципалитета Эль-Вахат, Ливия
- Восток региона Дахлет-Нуадибу, Мавритания
- Север области Асаба, Мавритания
- Юг округа Мзимба, Северного региона, Малави
- Северо-восток провинции Тете, Мозамбик
- Юго-запад департамента Кювет, Республика Конго
- Юг департамента Ниари, Республика Конго
- Северо-восток области Фатик, Сенегал
- Юг области Кигома, Танзания
- Запад области Маньяра, Танзания
- Северо-запад провинции Веле-Нзас, Экваториальная Гвинея
- Зона Шиниле региона Сомали, Эфиопия

### Выступы административно-территориальных единиц в Северной и Южной Америке

Выступ на севере провинции Гуаяс, Эквадор

Штат Баринас в Венесуэле имеет выступы на востоке и на западе

Выступы в США

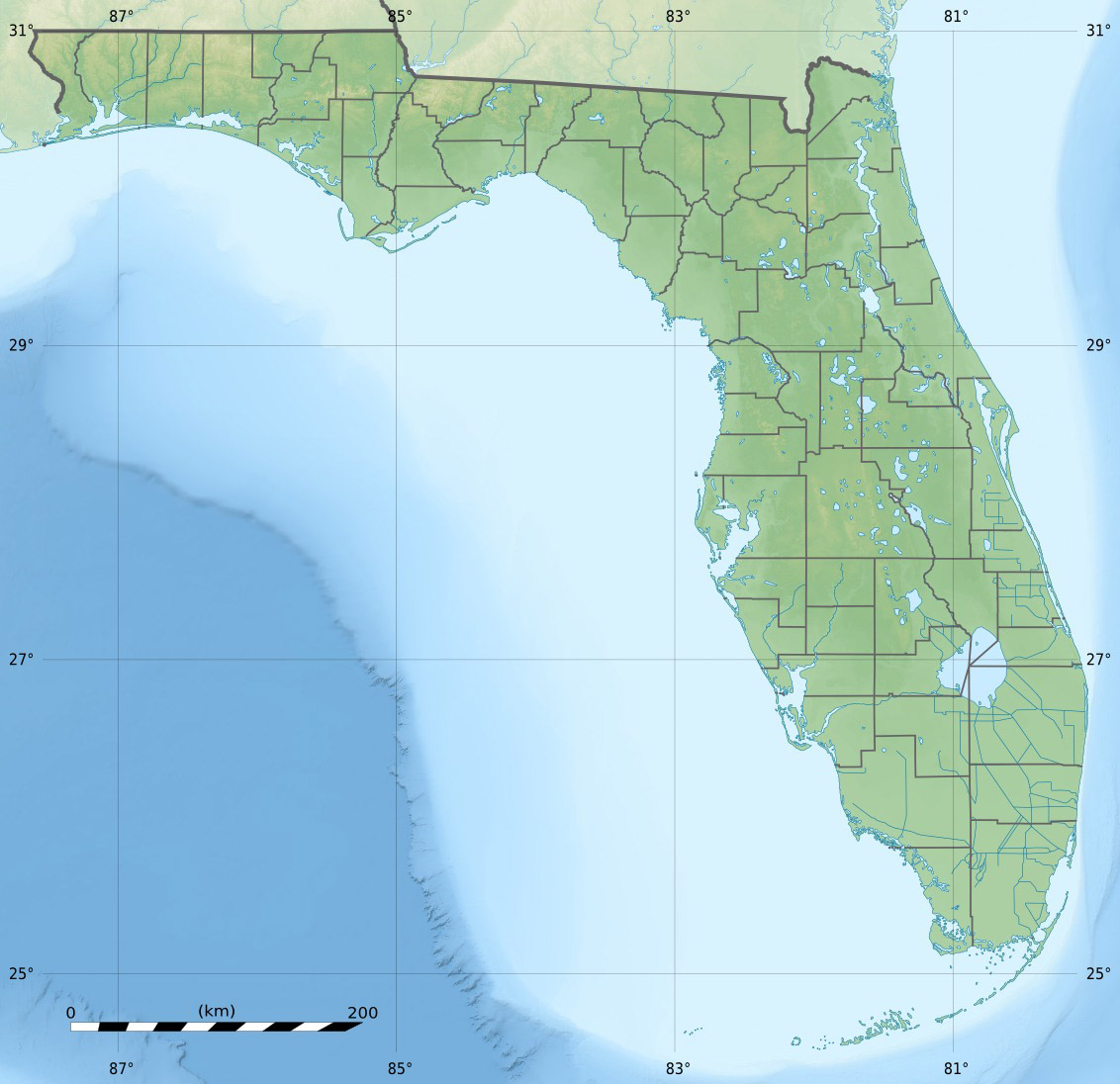
Флоридский выступ, формирующий северное побережье Мексиканского залива.

- Юг провинции Буэнос-Айрес, Аргентина
- Юго-восток департамента Чукисака, Боливия
- Юго-запад департамента Чукисака, Боливия
- Юг штата Баия, Бразилия
- Север Мату-Гросу, Бразилия
- Восток Минас-Жерайс, Бразилия
- Запад штата Апуре, Венесуэла
- Юго-запад штата Баринас, Венесуэла
- Восток штата Баринас, Венесуэла
- Север региона Ист-Бербис-Корентайн, Гайана
- Юг провинции Ато-Майор, Доминиканская республика
- Юг провинции Самана, Доминиканская республика
- Северо-запад Британской Колумбии, Канада
- Запад провинции Пунтаренас, Коста-Рика
- Юго-запад провинции Сантьяго-де-Куба, Куба
- Север штата Халиско, Мексика
- Восток штата Табаско, Мексика
- Юго-восток штата Сакатекас, Мексика
- Юг штата Сакатекас, Мексика
- Юго-восток провинции Бокас-дель-Торо, Панама
- Юго-восток провинции Панама, Панама
- Юго-восток провинции Верагуас, Панама
- Юг департамента Сан-Мигель, Сальвадор
- Юго-Восточная Аляска, США
- Коннектикутский выступ[англ.], США
- Флоридский выступ[англ.], США
- Айдахский выступ, США
- Западный Мэриленд[англ.], США
- Небраскинский выступ, США
- Оклахомский выступ, США
- Техасский выступ, США
- Восточный выступ Западной Виргинии[англ.], США
- Северный выступ Западной Виргинии[англ.], США
- Северо-восток округа Сипаливини, Суринам
- Провинция Арауко области Био-Био, Чили
- Провинция Сан-Антонио области Вальпараисо, Чили
- Запад провинции Имбабура, Эквадор
- Юго-восток провинции Напо, Эквадор
- Север провинции Гуаяс, Эквадор

### Выступы административно-территориальных единиц в Азии

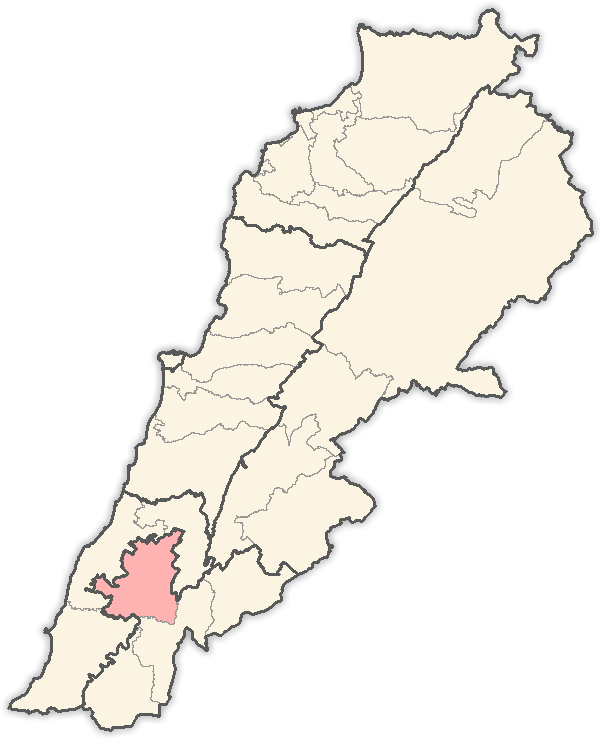
Район Эн-Набатия на западе одноимённой мухафазы в Ливане

Карта Горно-Бадахшанской области Таджикистана с выступом на западе

Выступ на востоке Южного Сулавеси в Индонезии

- Район Вахан на востоке провинции Бадахшан, Афганистан
- Юг провинции Газни, Афганистан
- Восток провинции Герат, Афганистан
- Север округа Мандалай, Бирма
- Восток дзонгхага Сарпанг, Бутан
- Округа Корапут и Малкангири на юго-западе штата, Орисса, Индия
- Юго-восток штата Раджастхан, Индия
- Юго-запад штата Уттар-Прадеш, Индия
- Восток провинции Южный Сулавеси, Индонезия
- Север мухафазы Акаба, Иордания
- Запад мухафазы Эз-Зарка, Иордания
- Шахрестан Семиром в остане Исфахан, Иран
- Юго-запад остана Хорасан-Резави, Иран
- Юг остана Йезд, Иран
- Запад мухафазы Дамар, Йемен
- Юго-запад Панфиловского района, Чуйской области, Киргизия
- Чон-Алайский район, Ошская область, Киргизия
- Восток городского округа Чучжоу в провинции Аньхой, КНР
- Запад Ганьнань-Тибетского автономного округа, Ганьсу, КНР
- Городской округ Цзюцюань на западе провинции Ганьсу, КНР
- Городские округа Пинлян и Цинъян на востоке провинции Ганьсу, КНР
- Округ Да-Хинган-Лин на севере провинции Хэйлунцзян, КНР
- Городской округ Чжаотун на северо-западе провинции Юньнань, КНР
- Район Эн-Набатия на западе одноимённой мухафазы, Ливан
- Восток района Ачхам Дальнезападного региона, Непал
- Запад района Суркхет Среднезападного региона, Непал
- Хайбер-Пахтунхва, Пакистан
- Район Скальбия мухафазы Хама, Сирия
- Дарвазский район, Горно-Бадахшанская автономная область, Таджикистан
- Восток провинции Магинданао, Филиппины
- Макати, Филиппины
- Округ Тринкомали Восточной провинции, Шри-Ланка

### Выступы административно-территориальных единиц в Европе
- Юг Верхней Австрии, Австрия

Регион Вестфирдир в Исландии

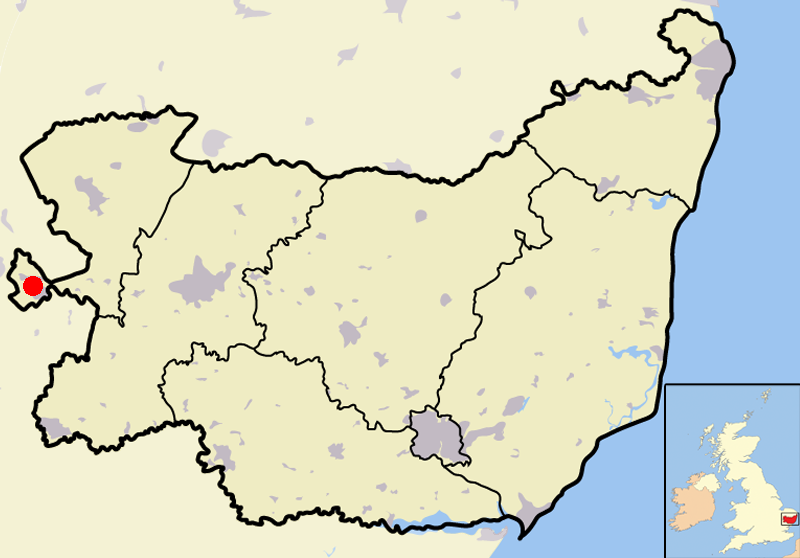
Выступ в Суффолке, Великобритания

- Юг района Тинбридж, Великобритания
- Запад округа Рексем, Уэльс, Великобритания
- Запад района Нью-Форест в графстве Гэмпшир, Великобритания
- Запад графства Суффолк, Великобритания
- Север графства Корнуолл, Великобритания
- Саут-Стаффордшир, Стаффордшир, Великобритания
- Запад графства Хартфордшир, Великобритания
- Север медье Пешт, Венгрия
- Нижняя Франкония, Бавария, Германия
- Район Оснабрюк, Нижняя Саксония, Германия
- Район Альтенбург, Тюрингия, Германия
- Коммуна Фредериксхавн в Северной Ютландии, Дания
- Графство Оффали в провинции Ленстер, Ирландия
- Юг региона Вестфирдир, Исландия
- Провинция Риети, Лацио, Италия
- Расейнский район, Каунасский уезд, Литва
- Юг провинции Гелдерланд, Нидерланды
- Север провинции Оверэйссел, Нидерланды
- Юго-восток округа Эвора, Португалия
- Городской округ Воркута, Республика Коми, Россия
- Эксклавы и протуберанцы Москвы
- Париккала, Южная Карелия, Финляндия
- Руоколахти, Южная Карелия, Финляндия
- Варкаус, Северное Саво, Финляндия
- Округ Фрауэнфельд, Тургау, Швейцария
- Запад кантона Вале, Швейцария

### Выступы административно-территориальных единиц в Океании
- Юг округа Анетан, Науру

Округ Анетан в Науру

- Долина реки Рангитаики на юге региона Бей-оф-Пленти, Новая Зеландия
- Долина реки Хантер на севере региона Отаго, Новая Зеландия
- Северо-восток провинции Западная Новая Британия, Папуа — Новая Гвинея
- Северо-восток провинции Нандронга-Навоса Запаного округа, Фиджи